# Арена Нюрнберг
Арена Нюрнбергер Версіхерунг (нім. Arena Nürnberger Versicherung) (спочатку відома як Нюрнберг Арена) — багатофункціональна крита арена, розташована в Нюрнберзі, Німеччина. Вона може приймати спортивні матчі, в тому числі з тенісу, хокею, гандболу та баскетболу, а також музичні концерти. Арена вміщує до 9 400 осіб для спортивних змагань і до 11 000 осіб для концертів.

## Історія
Арена відкрита у 2001 році. 22 квітня 2003 року ірландський вокальний попгурт Westlife провів концерт у рамках свого туру Unbreakable Tour на підтримку свого альбому Unbreakable - The Greatest Hits Vol. 1. У 2005 році її було перейменовано на «Арена Нюрнбергер Версіхерунг», щоб відобразити спонсорство місцевої страхової компанії.
7 листопада 2009 року Девід Хей завоював титул чемпіона WBA в надважкій вазі, перемігши на арені Миколу Валуєва, у своїй першій спробі завоювати титул у надважкій вазі.
Арена є домашньою ареною для клубу Німецької хокейної ліги «Нюрнберг Айс-Тайгерс», а також була домашньою ареною нині неіснуючого баскетбольного клубу Німецької ліги «Фальке Нюрнберг».
Клуб німецької баскетбольної ліги «Броз Бамберг» грав домашні ігри Євроліги на цій арені в сезоні 2005—2006 проти грецького клубу «АЕК» (Афіни), під час сезону Євроліги 2015—2016 проти іспанського клубу «Реал» (Мадрид) і під час сезону Євроліги 2016–17 проти клубу турецької Суперліги «Ефес». У сезоні 2017—2018 вони також зіграли домашній матч проти «Барселони».

## Обладнання
Зал має три льодові поверхні або альтернативно 1900 м2 площі для проведення заходів. Залежно від заходу він може вмістити до 11 000 відвідувачів з внутрішнім, нижнім і верхнім ярусом. Під дахом залу розташований відеокуб з чотирма світлодіодними екранами (520 × 920 пікселів на сторону), кожен розміром близько 17 м2 (загалом 69 м2). Під час хокейних матчів стадіон вміщує 8 130 місць: 3 617 стоячих і 4 513 сидячих місць, включно з 340 місцями в ложах і 548 місцями в бізнес-ложах. Стадіон також обладнаний відеоекраном.

## Найменування
За прикладом інших арен, у лютому 2005 року оператори залу підписали спонсорський договір із компанією Nürnberger Versicherung. Відтоді зал офіційно має назву «Арена Нюрнбергер Версіхерунг» («Arena Nürnberger Versicherung»).

## Події
«Нюрнберг Айс-Тайгерс» проволить на арені свої домашні матчі в Німецькій хокейній лізі. У 2001 році на арені проходив чемпіонат світу з хокею серед чоловіків разом із Кельном та Ганновером, а також Чемпіонат світу з інлайн-хокею IIHF у 2002 та 2003 роках. У 2005 і 2006 роках «Брозе Бамберг» переїхав на «Нюрнберг Арену» для проведення міжнародних баскетбольних ігор. На арені також проводяться змагання з мініфутболу (1. FC Nürnberg Indoor Cup), гандболу, тенісу та боксу. На арені також проводяться змагання з реслінгу WWE, останні з яких відбулися 14 листопада 2008 року та 11 листопада 2010 року, а також концерти та шоу. Тут виступали Роббі Вільямс, Пітер Маффей, Анастейша, Pink, Die Ärzte, Елтон Джон, OneRepublic, Браян Адамс, Удо Юргенс, Боб Ділан і Герберт Гренемейєр. Арена також слугує допоміжною сценою на рок-фестивалі Rock im Park.
Крім того, арена також використовується для проведення конференцій і виставок. Під час сезону катання на ковзанах майданчики в Центру льодових видів спорту регулярно відкрит для відвідування.
У рейтингу Pollstar за кількістю відвідувачів у 2018 році арена посіла 13 місце в Німеччині, 47 місце в Європі та 188 місце у світі з 63 184 відвідувачами.

## Галерея

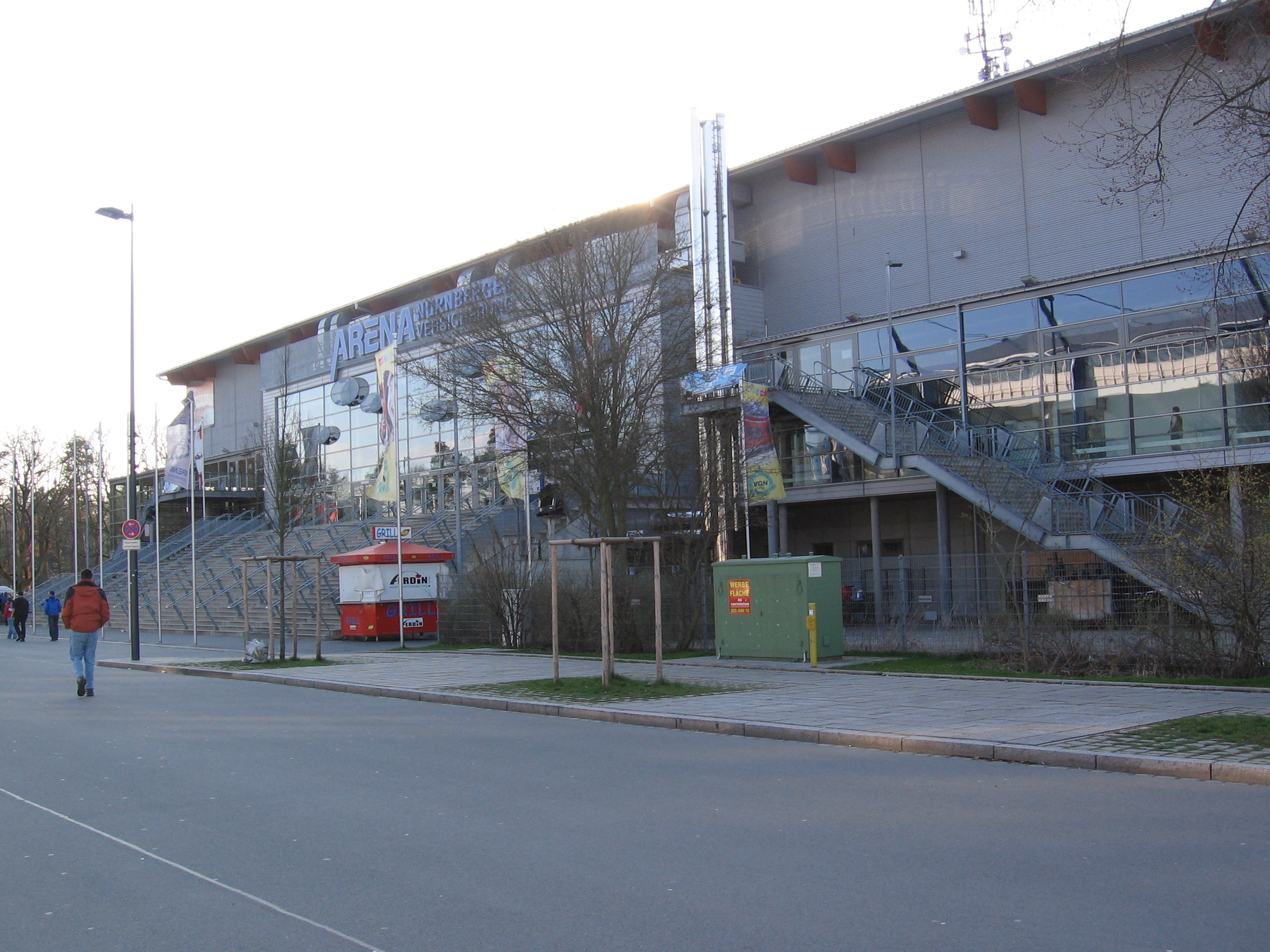
Вхід на арену.
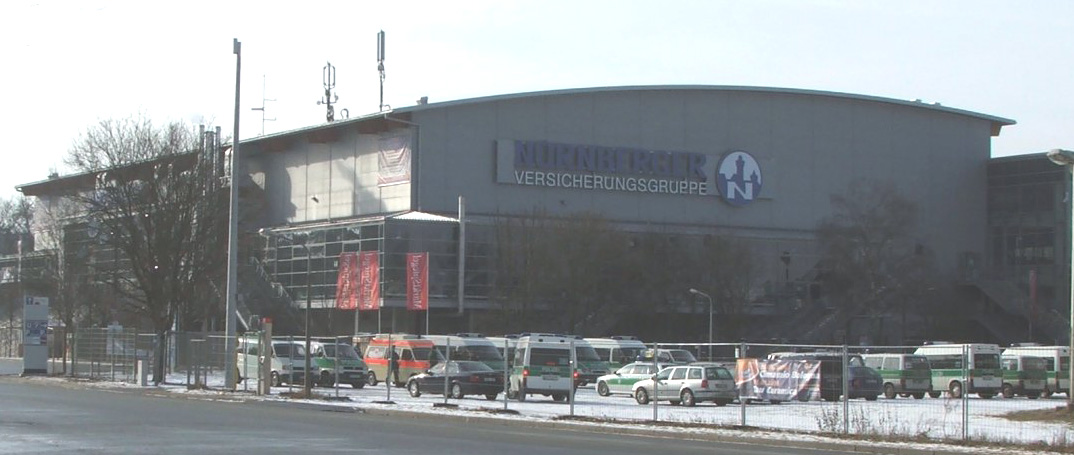
Фасад арени.
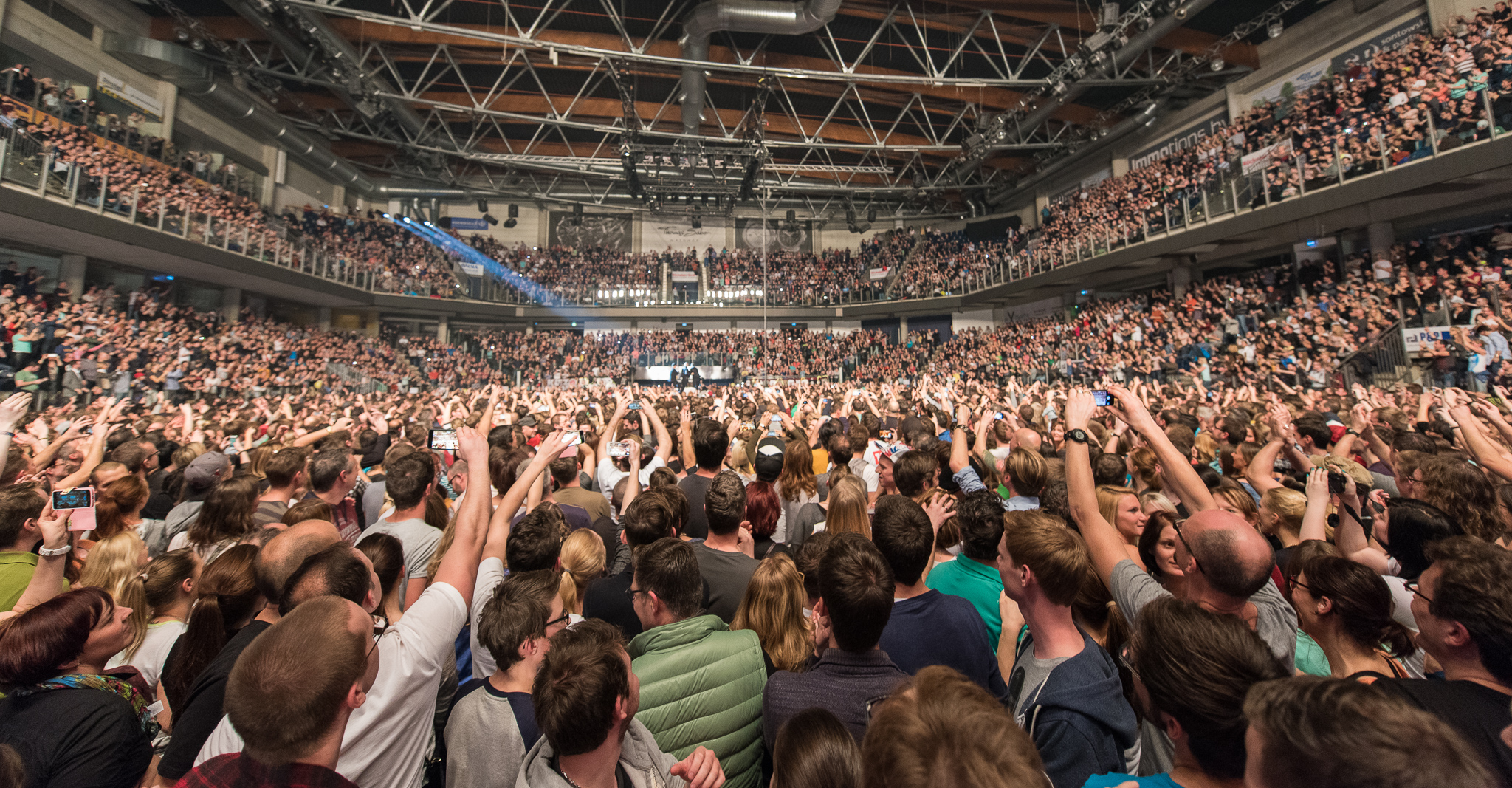
Інтер'єр арени.